# Parafia Trójcy Przenajświętszej w Kalinkowiczach
Parafia Trójcy Przenajświętszej w Kalinkowiczach – rzymskokatolicka parafia znajdująca się w diecezji pińskiej, w dekanacie mozyrskim, na Białorusi.

## Historia
Parafia powstała w latach 90. XX w. Jej początki wiążą się z misją polskich cystersów. Początkowo zarejestrowana była w prywatnym mieszkaniu należącym do katolika. W nim też odprawiono msze święte. W latach 1997–2001 zbudowano kościół, który 9 czerwca 2001 konsekrował arcybiskup mińsko-mohylewski i administrator apostolski diecezji pińskiej kard. Kazimierz Świątek.